# Parahorismenus infuscatipennis
Parahorismenus infuscatipennis är en stekelart som först beskrevs av Shafee, Fatma, Khan och Shujauddin 1984.  Parahorismenus infuscatipennis ingår i släktet Parahorismenus och familjen finglanssteklar. Inga underarter finns listade i Catalogue of Life.